# José Sáenz de Santa María y Martínez de Tejada
José Antonio Zoilo Sáenz de Santa María y Martínez de Tejada (Muro en Cameros, 16 de enero de 1726 – Cádiz, 14 de enero de 1813) fue un ilustre prelado e Inquisidor español de origen noble, ocupó el cargo de obispo de Segovia (1797–1813) y por ello fue señor de Turégano y Mojados. Además, fue tío de José Antonio Azpeitia, obispo de Lugo; y de Ramón Azpeitia, último obispo de Tudela.

## Biografía
Nació en la villa de Muro en Cameros (La Rioja) el 16 de enero de 1726, siendo hijo de Gil Sáenz de Santa María y Lerdo de Tejada y de su segunda esposa Ana María Martínez de Tejada y García, ambos de dicha vecindad. Era don Gil tratante de ganado lanar merino, trabajo que le obligaba a realizar frecuentes viajes a Extremadura, en uno de cuyos viajes cayó gravemente enfermo y falleció (el 30 de diciembre de 1735), quedando José Antonio huérfano de padre cuando aún era un niño. José Antonio pasó su juventud en Valladolid, donde estudió Filosofía y Derecho Canónico, inclinando su formación hacia la Jurisprudencia y posteriormente a los Sagrados Cánones. En Valladolid ingresó en el colegio mayor de Santa Cruz en Beca canonista el año 1751, obteniendo la Doctoral de Zamora en 1757. En abril de 1771 S.M. le distinguió con el priorato de Zamora, y en 1784 el canonicato y vicaría general de Toledo, junto con el arcedianazgo de Madrid. Más tarde, fue elegido para la presidencia del Consejo de la Gobernación de Toledo por Francisco Antonio de Lorenzana, y el 24 de julio de 1797 fue preconizado por S. S. Pío VI para obispo de Segovia, tomando posesión de la diócesis el 18 de septiembre del mismo año.
Tras el levantamiento del 2 de mayo de 1808, dejó la diócesis para retirarse a Villa del Prado (Madrid), donde se encontraba en 1809, pasando más tarde a Cádiz, donde se refugió en el oratorio de la Santa Cueva, edificado a expensas de José Sáenz de Santa María, marqués de Valde-Iñigo. Establecido temporalmente en Cádiz, prestó servicio a la patria desde su doctrina, llegando a solicitar a las Cortes Generales en dos ocasiones el restablecimiento del Tribunal de la Inquisición. 
Falleció en Cádiz el 14 de enero de 1813, y su muerte fue anunciada en la ciudad por las campanas de todas las iglesias. Fue enterrado en la Capilla de los Obispos de la catedral de Santa Cruz de Cádiz, y su sepelio se convirtió en una gran muestra de duelo popular, acompañando el cadáver el clero secular y reglar, y todas las hermandades de la ciudad, así como diferentes personalidades, entre las que se encontraban el obispo de Calahorra, el obispo de Plasencia, el obispo de Sigüenza y el obispo de Albarracín, entre otros.

## Cargos
Perteneció al Ilustre Solar de Tejada, fue del Consejo Real, colegial del de Santa Cruz de Valladolid, canónigo doctoral y prior de la Iglesia de Zamora, arcediano de Madrid, canónigo de la Iglesia de Toledo y su vicario general, además de presidente de su Consejo de la Gobernación, así como inquisidor del Santo Tribunal.
| Predecesor: Felipe Scío de San Miguel | Obispo de Segovia 1797 - 1813 | Sucesor: Isidoro Pérez de Celís |